# الشيء على العتبة
«الشيء على العتبة» (بالإنجليزية: The Thing on the Doorstep)‏ هي قصة قصيرة كتبها هوارد فيليبس لافكرافت، وهي جزء من عالم قصص الرعب كثولو ميثوس من خيال الرعب. وقد كتبها في أغسطس 1933، ونشرت لأول مرة في عدد يناير 1937 من حكايات غريبة.